# 鼻頭角
25°07′41.6″N 121°55′23.3″E / 25.128222°N 121.923139°E

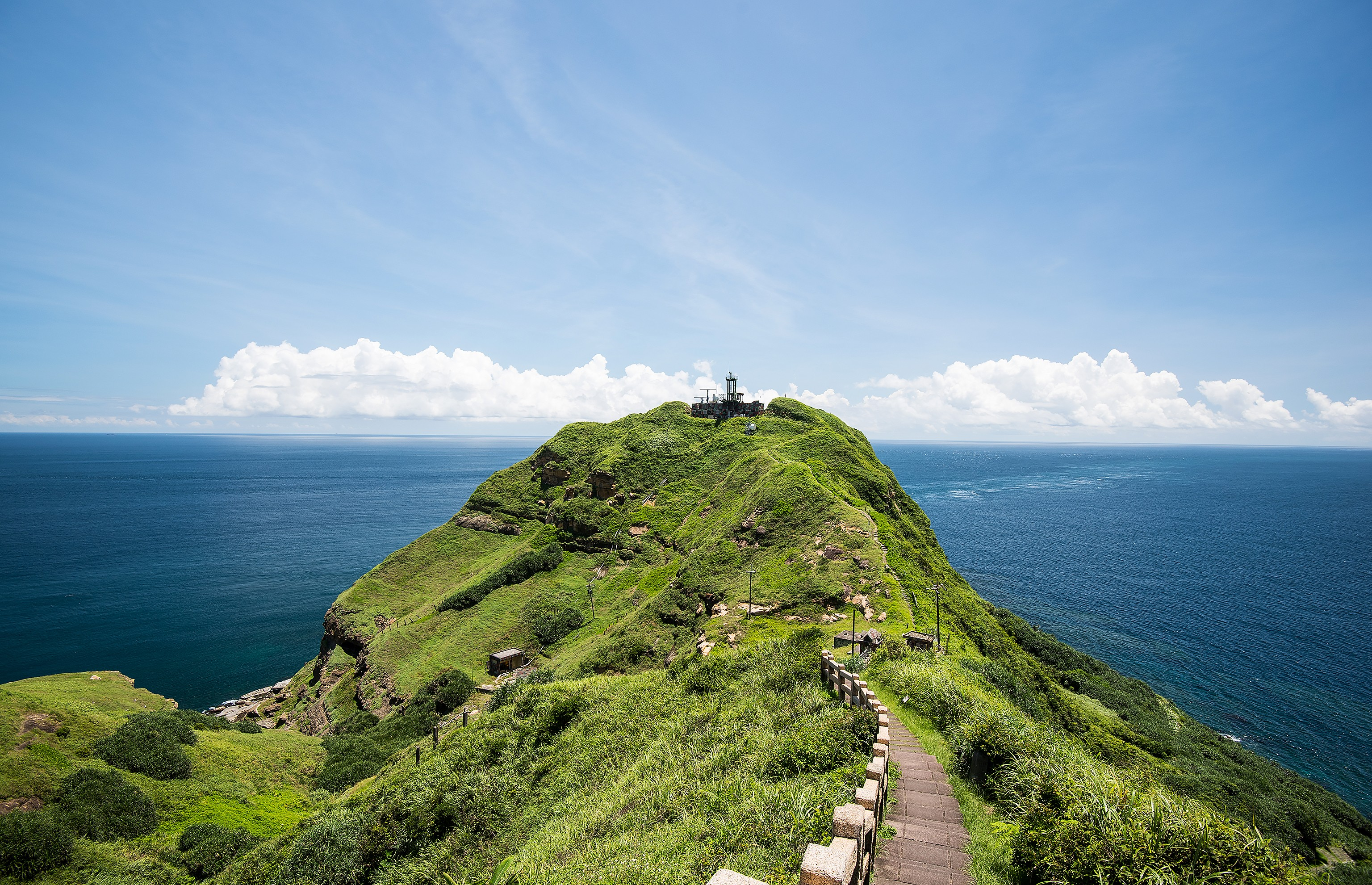
鼻頭角

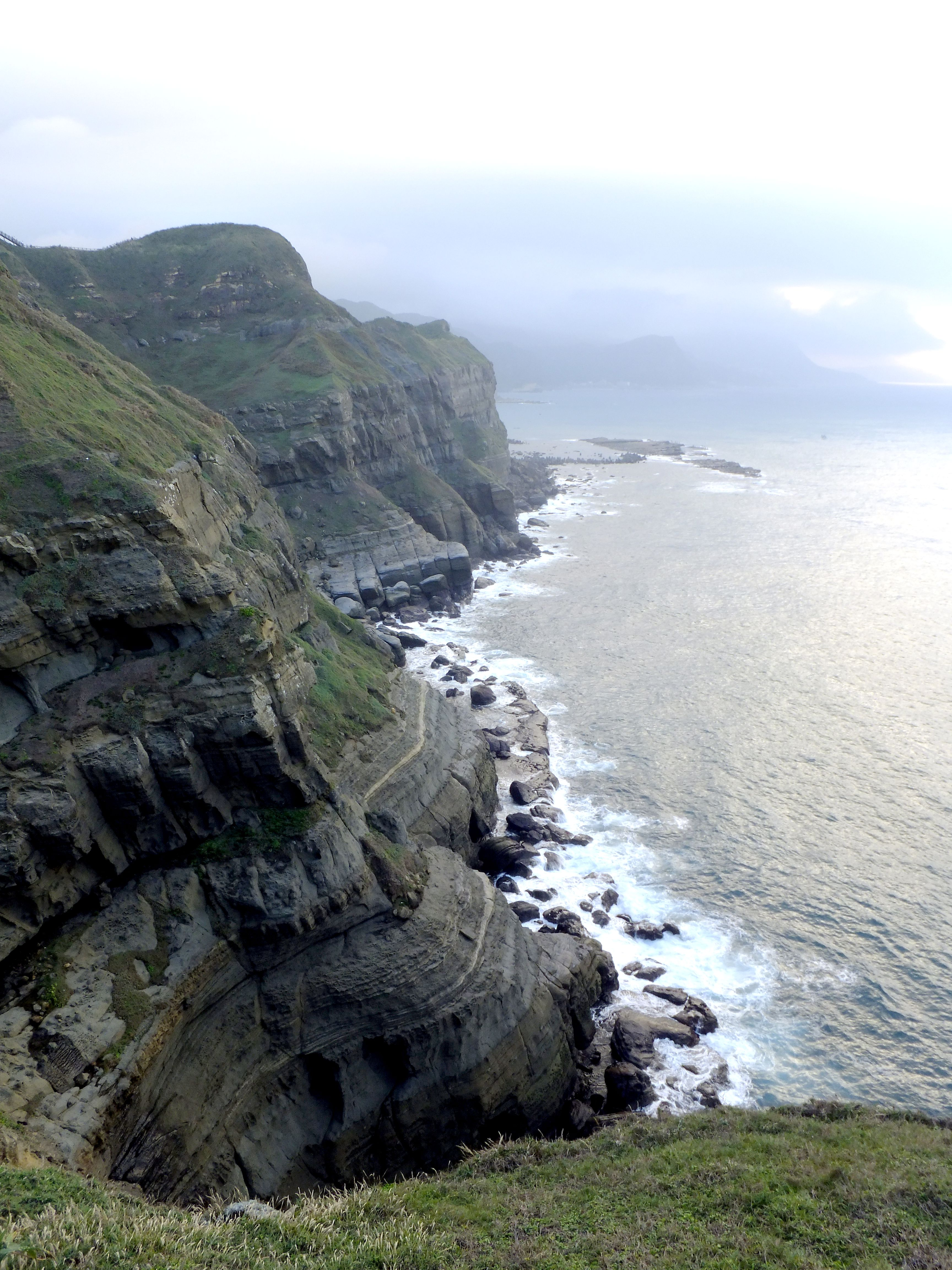
鼻頭角

鼻頭角，臺灣東北角海岸的岬角，因猶如「鼻頭」而得名。隸屬於東北角暨宜蘭海岸國家風景區。其行政區則位於新北市瑞芳區。距離基隆市東方約30公里。由於鼻頭角正好位於東西向海岸及南北向海岸的交匯點，為一突出的海岬。與最東的三貂角和最北的富貴角，合稱「北臺灣三角」。
目前全區規畫成「鼻頭角公園」，設有步道，並有鼻頭角燈塔佇立在海岬的最尖端上，供往來船隻夜晚航線指引與確保航行安全之用。

## 地理

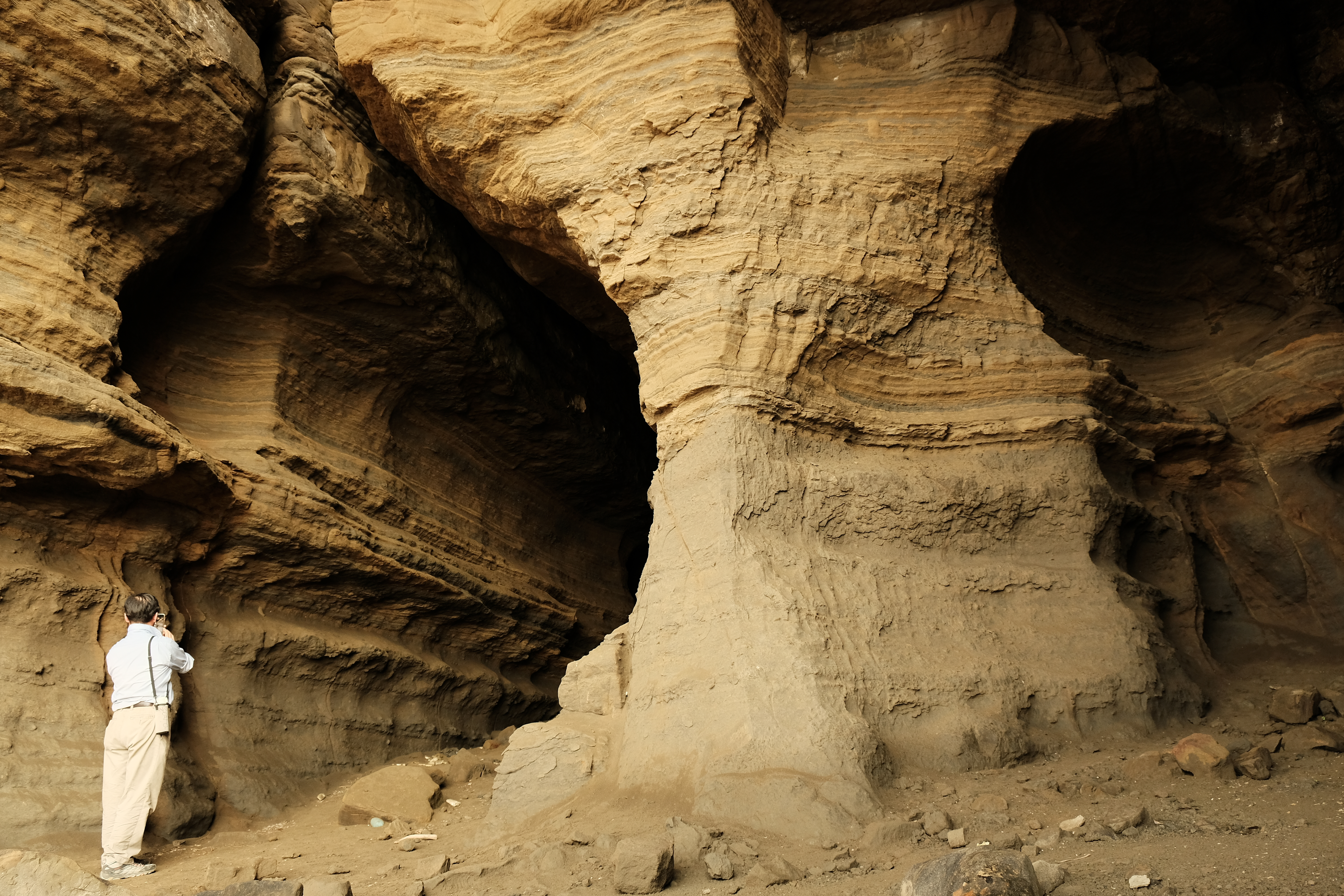
鼻頭角海蝕洞

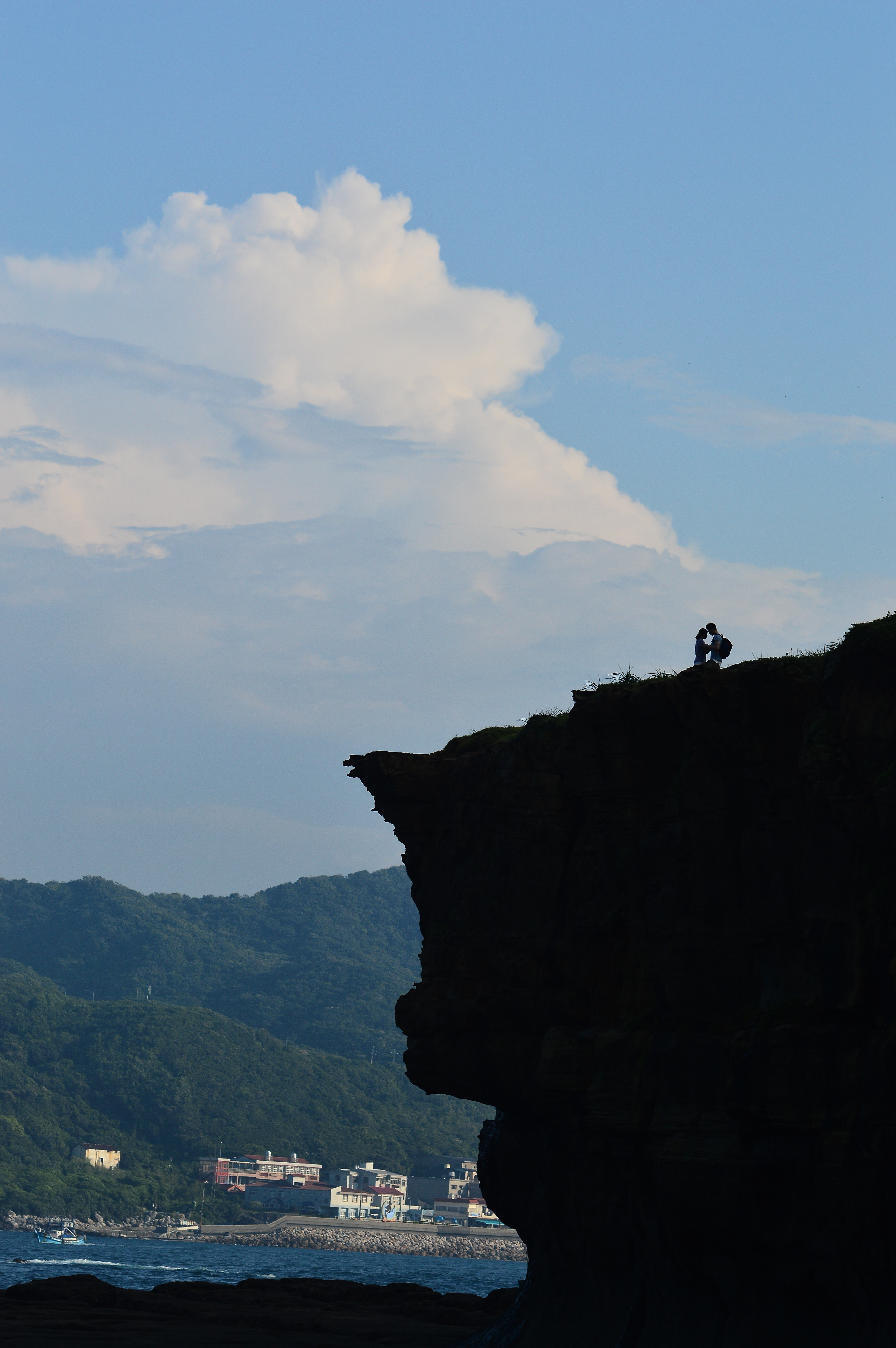
鼻頭角的海崖地形

### 地景
鼻頭角的海蝕地形景觀多樣而豐富，尤其以海崖、海蝕凹和海蝕平台之發育相當旺盛。此外，各種小地形，如蜂窩岩、蕈狀岩、生痕化石、交錯層、豆腐岩、小斷層、海蝕溝、海蝕洞、海蝕凹壁、海蝕門、巨礫灘、火成岩侵入岩脈等地景。

### 地質
東北角海岸位於臺灣西部麓山帶與雪山山脈之中，主要由3千多萬年前的古老沉積岩及其變質岩的石英岩與硬頁岩等岩層，以及約百萬年前由基隆火山活動所形成的火山岩所構成。
鼻頭角終年受到風浪的侵蝕，露出的地層屬於新生代上新世的砂、頁岩層，主要由桂竹林層二鬮段所組成，砂岩裡夾有頁岩層，由於頁岩受雨水侵蝕及風化的速度較快，因而形成深凹的海蝕凹壁。當下部形成海蝕凹壁後，因重力及風化作用，砂岩塊常沿著節理崩落，堆積而成坡腳。隨著風化作用不斷進行，使得海崖後退，形成海蝕平臺，鼻頭角海崖外側，就有寬廣的海蝕平臺。除了海崖與海蝕平臺之外，岬角上亦有海階地形的發育。

## 外部連結
- 鼻頭角 （页面存档备份，存于）
- 鼻頭角公園 （页面存档备份，存于）
- 鼻頭角  交通部觀光局 （页面存档备份，存于）
- 鼻頭角步道-東北角暨宜蘭海岸國家風景區觀光資訊網 （页面存档备份，存于）
- 鼻頭角步道  新北市觀光旅遊網 （页面存档备份，存于）